# Forte de São Tomé de Tivim
O Forte de São Tomé de Tivim localizava-se em Thivim, no concelho de Bardez, distrito de Goa Norte, no estado de Goa, na costa oeste da Índia.

## História
Este forte foi erguido em 1681 por forças portuguesas. A seu respeito, o engenheiro militar Manuel Peres da Silva deixou o seguinte parecer, datado de 1 de Dezembro de 1686 (?):
"A fortificação de Tivim é um simples muro comprido, feito em parte da fronteira de Bardez (concelho de Goa) com umas três pequenas atalaias, a que chamam fortes. Tem um fosso, feito para dividir as Velhas das Novas Conquistas por aquelle lado, o qual não está acabado, mas projectada a sua conclusão, para com ela se comunicarem os rios de Chaporá com o de Bardez (Mandovi)."